# Villar de Torre
Villar de Torre tỉnh và cộng đồng tự trị La Rioja, phía bắc Tây Ban Nha. Đô thị này có diện tích là 11,99 ki-lô-mét vuông, dân số năm 2009 là 269 người với mật độ 22,44 người/km². Đô thị này có cự ly 40 km so với Logroño.